# 46-й «Б» бомбардировочный авиационный полк
46-й «Б» бомбардировочный авиационный полк — воинское формирование вооружённых СССР в Великой Отечественной войне.

## История
Сформирован, предположительно, в городе Краснодон в августе-октябре 1941 г. путём выделения части личного состава из 46-го скоростного бомбардировочного полка. На вооружении имел самолёты Пе-2. Под своим названием в состав действующей армии не входил, так как почти сразу же был переименован в 603-й ближнебомбардировочный авиаполк.

## Командиры полка
- Майор Чувило Василий Михайлович